# Джонсон, Шеннон
Шеннон Регина Джонсон (англ. Shannon Regina Johnson; род. 18 августа 1974 года, Хартсвилл, Южная Каролина, США) — американская профессиональная баскетболистка, выступавшая в женской национальной баскетбольной ассоциации. Накануне драфта ВНБА 1999 года была распределена на драфте расширения под вторым номером в команду «Орландо Миракл». Играла на позиции разыгрывающего защитника. После завершения игровой карьеры перешла на тренерскую работу в команду NCAA «Нортуэстерн Стэйт Леди Димонс». В последнее время работала главным тренером студенческой команды «Кокер Колледж Кобрас».

## Ранние годы
Шеннон Джонсон родилась 18 августа 1974 года в городке Хартсвилл (Южная Каролина) в семье Роберта Брокингтона и Джо-Энн Беннетт, у неё есть два брата, Шакван и Савион, и три сестры, Стейси, Шакветта и Шакванда, училась там же в одноимённой средней школе, в которой выступала за местную баскетбольную команду.